# Норма (опера)
«Норма» (італ. Norma) — опера на 2 дії італійського композитора Вінченцо Белліні. Лібрето — Феліче Романі за драмою Александра Суме «Норма, або Дітовбивство» («Norma, ou L'infanticide»). Вперше поставлена у театрі «Ла Скала», 26 грудня 1831 року.
Ця опера є чудовим зразком традиції бельканто. Головна партія — одна з найважчих у репертуарі сопрано — була написана для Джудітти Пасти. Серед найвизначніших виконавиць ролі Норми — Марія Каллас, яка виконала її 89 разів, і зробила студійні записи в 1954 і 1960 роках.

## Сюжет

### Дія перша
Дія відбувається в часи завоювання Галлії римлянами. Друїди готують повстання й очікують на заклик, що їм дасть верховна жриця Норма. Однак Норма таємно закохана у римського воєначальника Полліона, від якого вона вже народила двох дітей. Відтак вона не поспішає давати заклик до повстання — вона виходить до народу (хор «Норма вийшла» Norma viene) і говорить про те, що час помсти ще не настав, в її молитві («О богине, погляд твій ясний» Casta diva, che inargenti) відчувається бажання бачити Полліона.
Але Полліон її розлюбив і віддав своє серце Адальджизі, він умовляє Адальжизу виїхати до Рима (дует «Що ж, пожертвуй моєю кров'ю» Va', crudele, e al dio spietato) на що вона погоджується.
Норма підозрює Полліона у зраді, коли до неї приходить Адальджиза, аби висповідатися у своїй злочинній любові до римлянина (дует «Часто відтоді нишком у храмі я з ним бачилася» Sola, furtiva al tempio). У цей час входить Полліон. Норма звинувачує його у зраді (терцет «Ти мерзенного зрадника жертвою нещасною стала» Oh! di qual sei tu vittima). Адальджиза відмовляється од шлюбу з Полліоном, вказуючи йому на його справжню дружину — Норму.

### Дія друга
У відчаї Норма збирається вбити своїх дітей («Обоє заснули» Dormono entrambi), однак врешті вона просить Адальжизу узяти шлюб з Полліоном і забрати до Рима своїх дітей (дует «Ах, з собою ти візьми їх» Deh! con te, con te li prendi), однак Адальджиза відмовляється, сподіваючись умовити Полліона повернутися до Норми.
Проте Нормі не вдалося умовити Полліона — він хоче викрасти Адальджизу з храму, про що Нормі сповіщає Клотильда. Та скликає народ і оголошує, що настав час дати відсіч римлянам. Полліон проникає до храму. Норма просить залишити їх одних. Вона пропонує йому поорятунок за умови, що він відмовиться од Адальджизи, однак Полліон не погоджується на це. Тоді Норма наказує розпалити багаття, вона привселюдно зізнається у своєму зв'язку з Полліоном і спалює себе на багатті. Полліон розділяє її долю.